# Liste de centres de production coutelière
 (novembre 2012).
Si vous disposez d'ouvrages ou d'articles de référence ou si vous connaissez des sites web de qualité traitant du thème abordé ici, merci de compléter l'article en donnant les références utiles à sa vérifiabilité et en les liant à la section « Notes et références ».

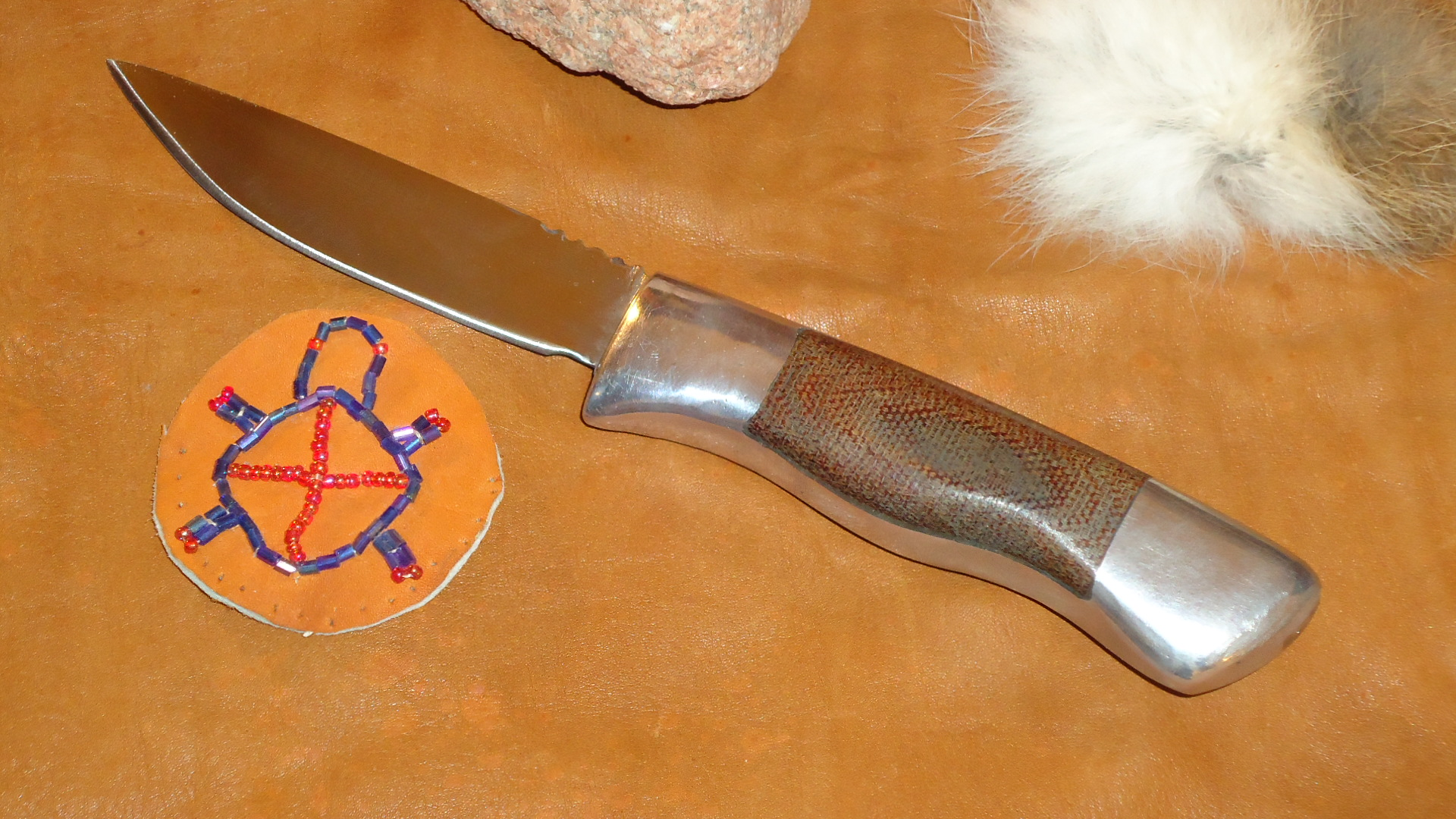
Couteau bushcraft.

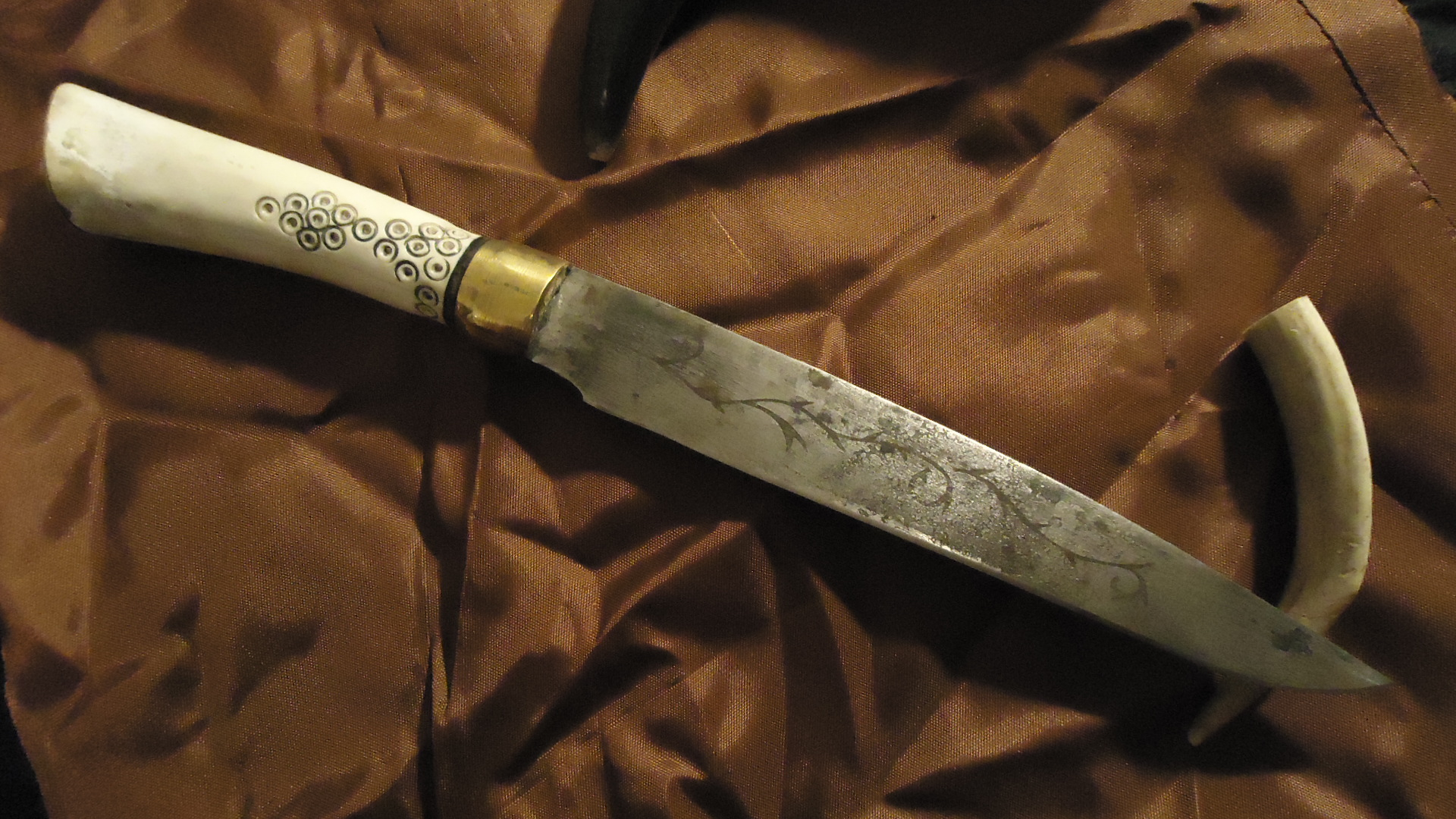
Couteau de style viking.

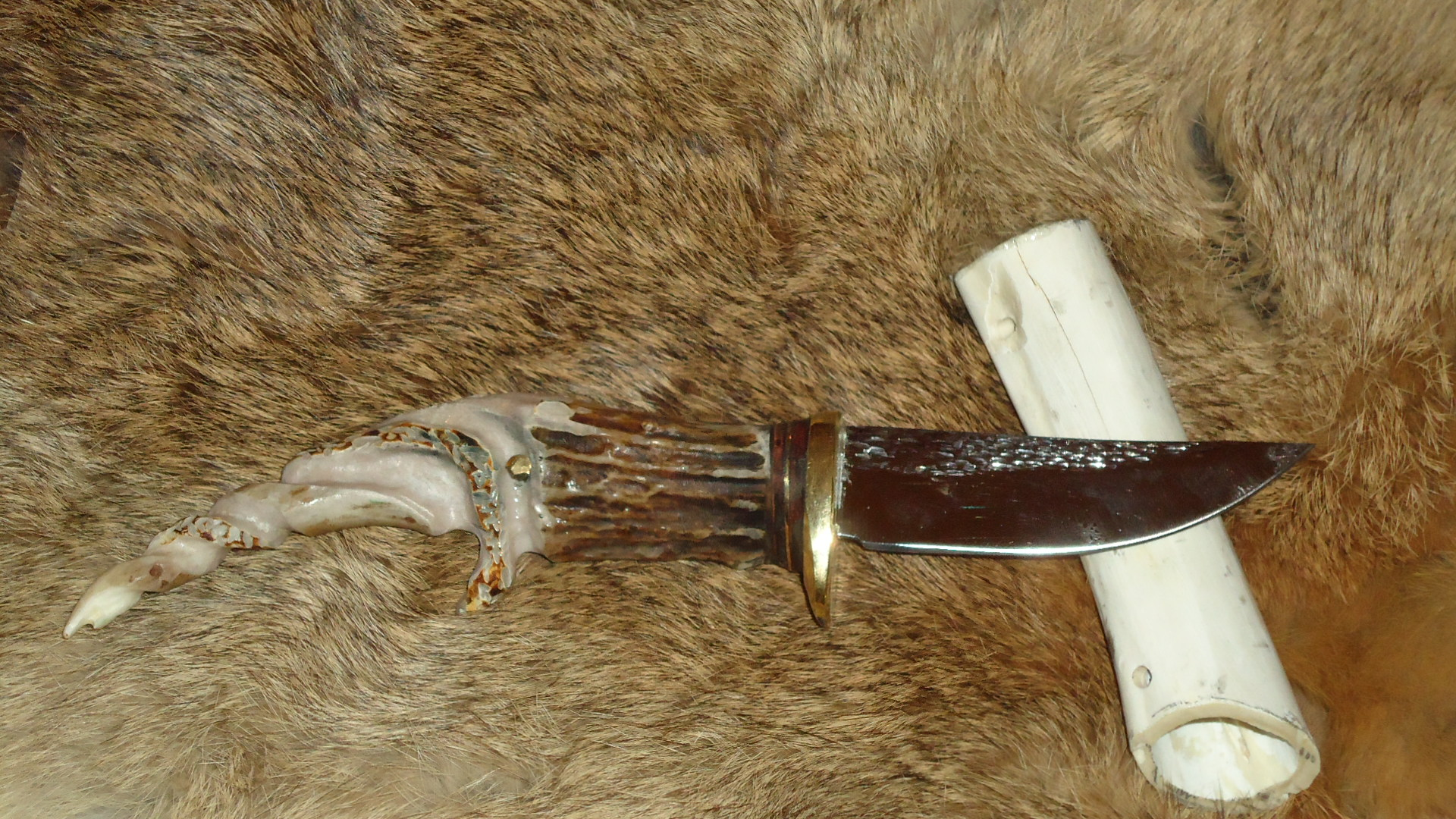
Couteau sculpté à la main.

Liste non exhaustive de centres de production coutelière par pays. Dans le monde, une trentaine de bassins de savoir-faire en coutelleries sont des « capitales de la coutellerie ».

## Allemagne
- Solingen
- Gevelsberg, où la société Heinrich SCHMIDT fabriquait des machettes[2].

## Autriche
- Trattenbach, siège d'une tradition multiséculaire de fabrication de couteau, dont le Taschenfeitel de Trattenbach, reconnue par l'UNESCO au titre du patrimoine mondial.

## Belgique
- Gembloux
- Namur
- Houyet

## Canada
- Québec

## Espagne
- Albacete
- Tolède

## Finlande
- Rovaniemi

## France
- Thiers : En France, la ville de Thiers se voit souvent attribuer le titre de « capitale mondiale de la coutellerie »[1]. En 1983, environ 70 % des couteaux fabriqués en France provenaient de Thiers dans la région Auvergne-Rhône-Alpes[3], ville où un musée de la coutellerie ouvre en 1982 pour conserver la mémoire de la coutellerie thiernoise[4]. En 2017, la ville assure toujours 80 % de la fabrication des couteaux français et d'objets tranchants[1].
- La Monnerie-le-Montel
- Saint-Rémy-sur-Durolle
- Laguiole
- Chambéry
- Saint-Jean-de-Maurienne
- Dauphinois
- Nontron
- Châtellerault
- Langres
- Nogent
- Bastide
- Lyon
- Albiez-Montrond
- Sauveterre-de-Rouergue

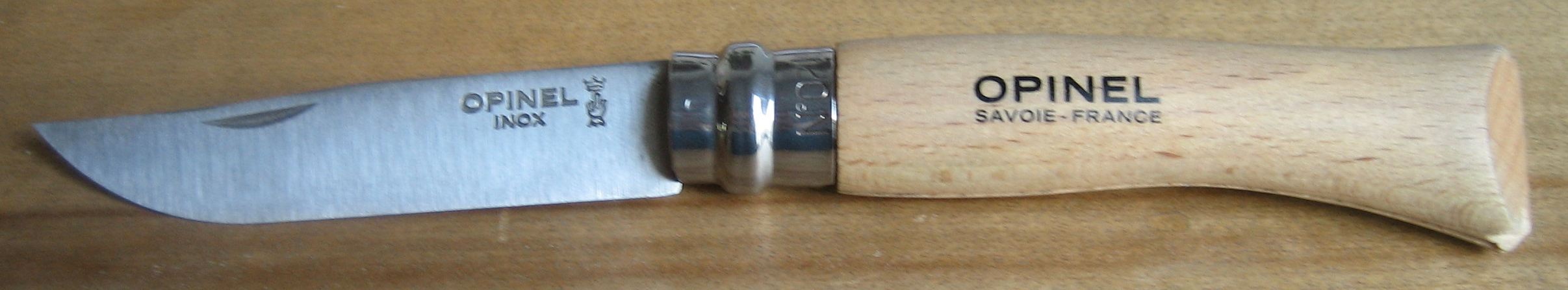
Couteau Opinel
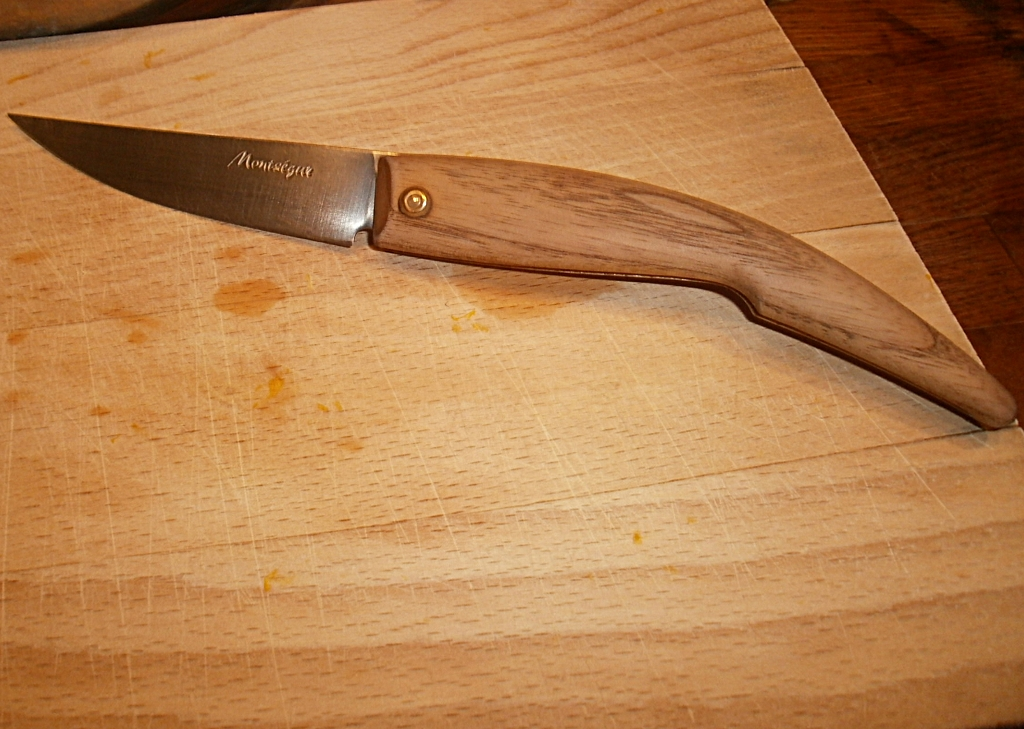
Couteau Plantaurel de La Bastide sur l'Hers.
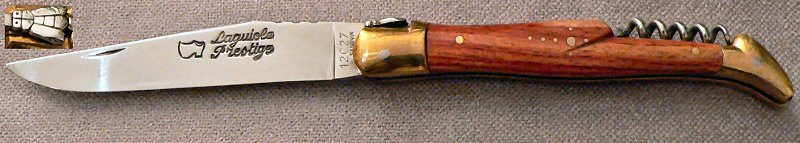
Couteau type Laguiole.
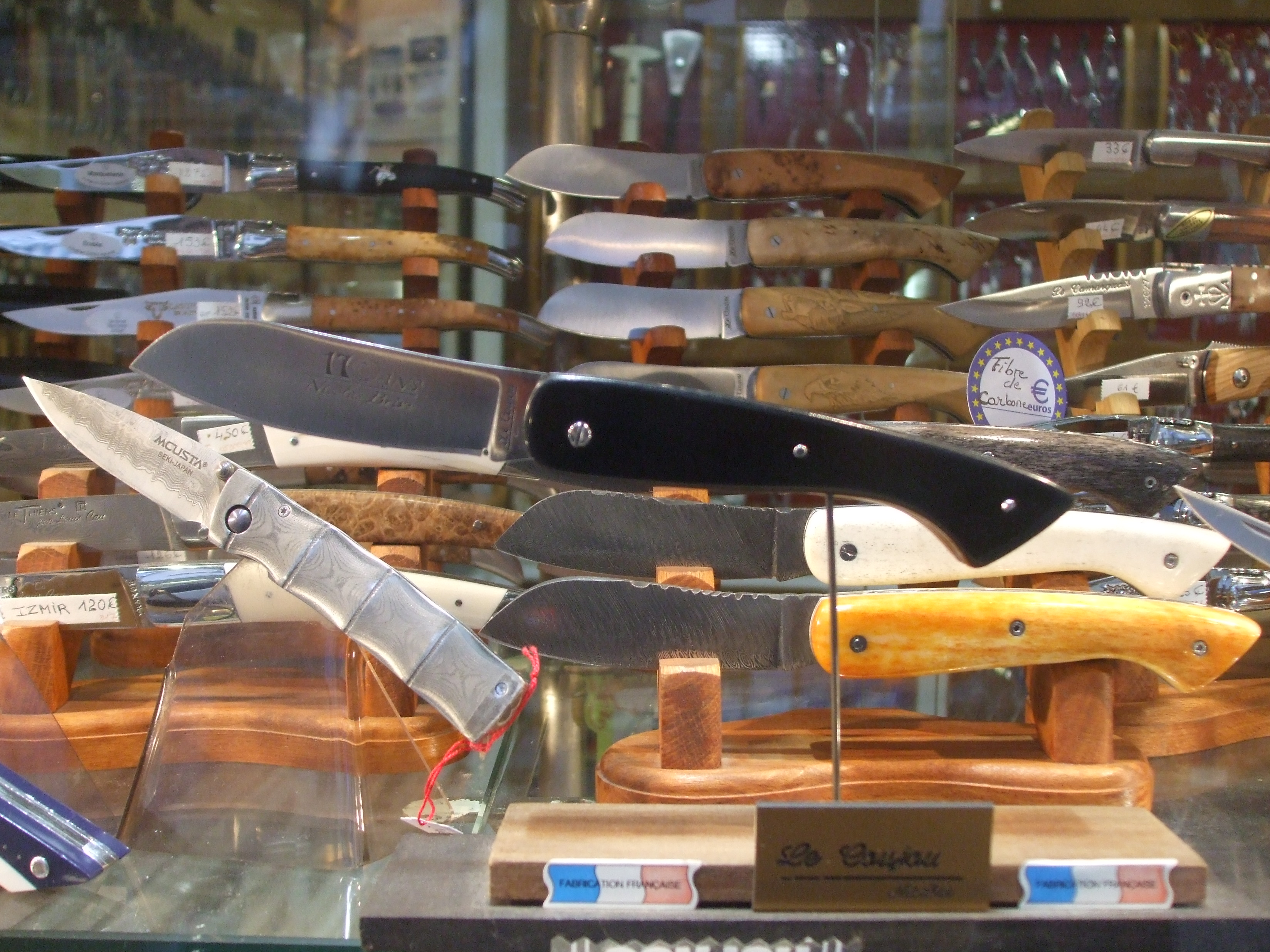
Couteau Le Coujou Brive-la-Gaillarde.
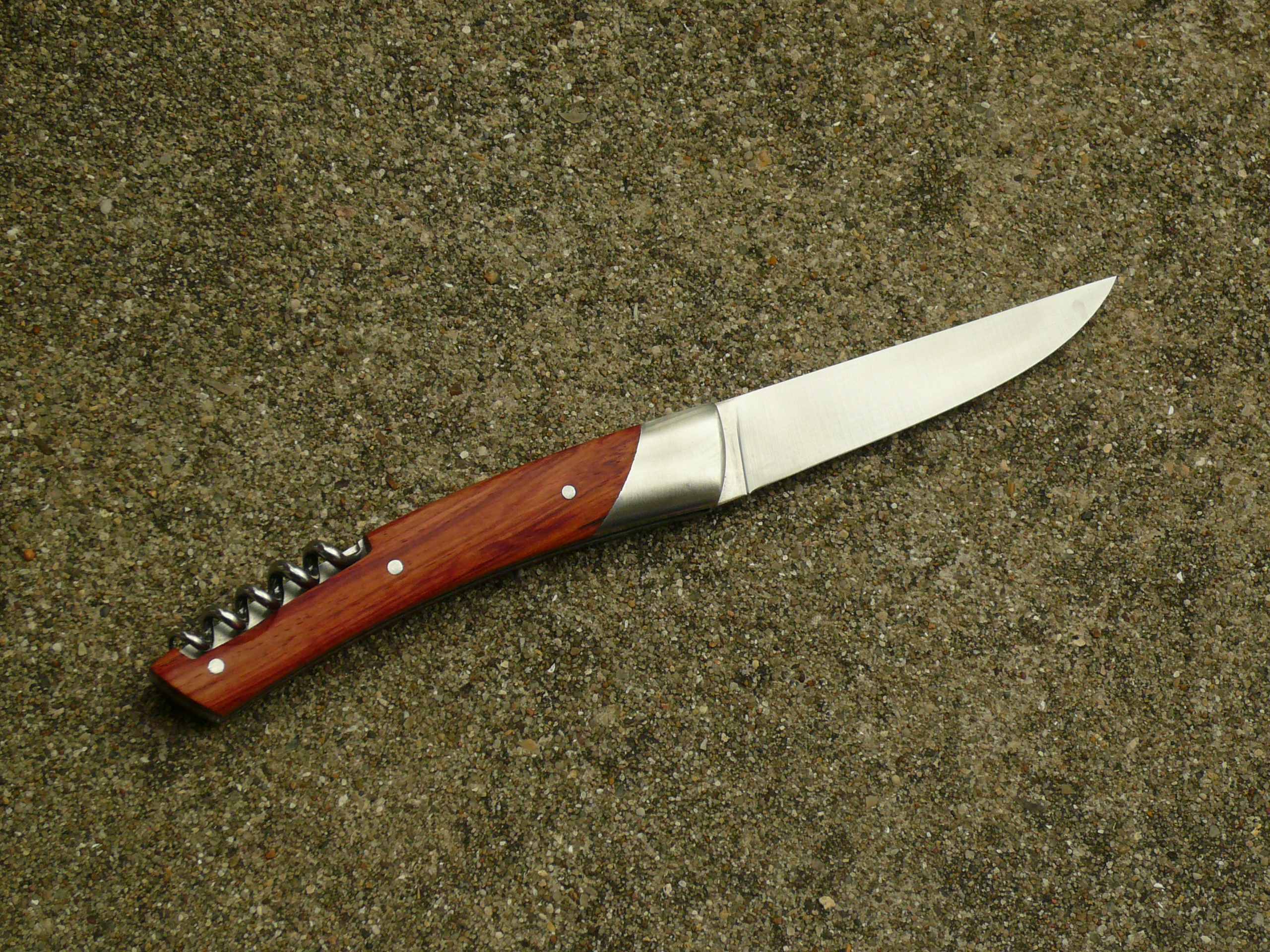
Un couteau Le Thiers, entièrement fabriqué à Thiers.

## Italie
- Avigliano  est réputée pour ses couteaux à double tranchants (Couteau d'Avigliano)
- Maniago est connue pour sa production d'outils tranchants (couteaux , ciseaux, instruments chirurgicaux) aussi bien traditionnels que modernes. Les entreprises du secteur sont regroupées au sein du Consorzio Coltellinai (Coopérative de la coutellerie) et, pour promouvoir ses produits, Maniago organise un concours international de création de couteaux (Concorso Internazionale di Design per Coltelli).

## Japon
- Sakai (Préfecture d'Ōsaka)
- Tosa (Préfecture de Kochi)
- Seki (Préfecture de Gifu). Seki est le principal centre de coutellerie industrielle du Japon.

## Pologne
- Varsovie (couteaux Gerlach)

## Royaume-Uni
- Sheffield

## Russie
- Zlatoust était un centre artistique de gravure sur métal. Cette industrie était traditionnellement réalisée sur des armes blanches, mais sous le régime soviétique on passa à la gravure décorative sur des plaques métalliques. La gravure sur des armes est à nouveau pratiquée.
- Vorsma dont la principale entreprise est : AOOT Mediko-instroumentalny Zavod imeni V.I. Lénine (АООТ "Медико-инструментальный завод им. В.И. Ленина"), qui fabrique des instruments médicaux, activité découlant de la traditionnelle fabrication d'instruments coupants.
- Kizlyar

## Suède
- Mora : voir couteau Mora
- Eka

## Suisse
- Ibach siège de Victorinox
- Delémont siège de Wenger SA

## Turquie
- Kahramanmaraş